# مرعيان
مرعيان قرية في ناحية إحسم، منطقة أريحا في محافظة إدلب في سورية. تقع في جبل الزاوية.
تقع قرية مرعيان على ارتفاع /850م/ عن سطح البحر وإلى الجنوب من مدينة أريحا /10كم/ على هضبة صخرية وعرة في الجزء الشمالي من جبل الزاوية

## التسمية
تعددت الروايات في أصل تسميتها  الرواية الأولى ممر الأعيان وذلك بسبب موقعها الهام كبوابة لقرى جبل الزاوية من جهة الشمال
والرواية الأخرى  أن أصل التسمية بئر العيان لكثرة عيون الماء فيها والتي بلغت 360 عيناً
وسهولة الوصول إلى المياه الجوفية لقلة عمقها إذ كانت لا تتجاوز ال6 أمتار فقط. وكانت تطفو على سطح الأرض شتاءً لغزارتها.
وهناك تسمية أخرى: أم الرعيان: بسبب كثرة ورود قطعان الأغنام للشرب من عيونها الوفيرة.

## أهميتها
موقع القرية جعل منها عقدةً للمواصلات فمنها يتفرع طريق جبل الزاوية باتجاه معرة النعمان، ويمر عبرها طريق جبل الزاوية المؤدي إلى كفرنبل، ومنها يمر طريق جبل الزاوية الجديد المؤدي إلى تل النبي أيوب،  
وتوجد العديد من المواقع الأثرية المندثرة كموقع «بالس» و«مغر غزال»  
كما وأن ارتفاعها /580م/ عن سطح البحر وعن القرى المحيطة جعل منها مقصداً للتنزه والاصطياف خاصةً في أيام الصيف الحارة نظراً لبرودتها ووجود الغطاء النباتي المحيط به.
موقعها الهام كبوابة لقرى جبل الزاوية من جهة الشمال وتعتبر أقدم قرية في جبل الزاوية الذي أخذ تسميته من  الزاوية التي كانت موجودة فيها والتي أصبحت فيما بعد بما يعرف بمسجد الزاوية حالياً.

## السكان
يبلغ عدد سكانها من القاطنين حوالي 2٬274 نسمة في عام 2004 حسب إحصاء المكتب المركزي للإحصاء.
والنصف الآخر يتوزعون في المحافظات بهدف العمل أو الدراسة، ليكون إجمالي العدد /6580/ نسمة.
يتجه أبناء القرية لطلب العلم نتيجةً لعدة أسبابٍ أهمها هو طبيعة أرض القرية الصخرية وعدم توافر مصادر للدخل سوى الأرض الزراعية الفقيرة، وتوجد في القرية ثلاثة مدارس وثانوية، ومدرسة مرعيان الابتدائية هي أقدم مدرسة في جبل الزاوية،
لذلك تصنّف مرعيان من القرى الأولى في المنطقة في التحصيل العلمي وتوجد العديد من عائلات القرية لديها أكثر من اختصاص جامعي وتبلغ نسبة التعليم العالي في بعض العائلات 100% من حيث عدد المدرسين والأطباء والصيادلة والمهندسين وحملة الشهادات الجامعية.
يتميزأهل القرية بالطيبة والبساطة. ويعد أهالي ناحية محمبل الواقعة على سفح جبل الزاوية من جهته الغربية والمطلة على سهل الروج  امتداداً لأهالي مرعيان ويملك أبناء القرية مزارع في محمبل التي هاجر سكانها من مرعيان نتيجة توافر الأرض الزراعية الخصبة ومعظم عائلات محمبل لها أقرباء في مرعيان. وأشهرها (حجازي – حديدي - خطيب – رحمون - رحّال- صوّاف - عتيق – معري...)
إذ كانت تعتبر ناحية محمبل مصيف لأهالي قرية مرعيان وبمرور الزمن استقروا في محمبل ولا يزالون يمتلكون منازل وأراضي في كلتا القريتين.[1][1][1][1]

## الزراعة والصناعة
أشهر المحاصيل الزراعية (الزيتون والكرز والوشنة والمحلب والعنب والتين) وتبلغ نسبة الأراضي الصخرية  غير المستثمرة زراعياً 40% من مساحة القرية.
أما النشاط الصناعي  محدودة يلبي متطلبات سكان القرية فقط وتقتصر على المنتجات الزراعية من المداجن والألبان والأجبان ومعصرة الزيتون وبعض الحرف اليدوية.